# Попик Сергій Іванович
Сергі́й Іва́нович По́пик — лейтенант Збройних сил України, учасник російсько-української війни.

## Короткий життєпис
Закінчив 9 класів Христинівської ЗОШ № 1 2002 року, поступив в Одеський технікум залізничного транспорту. Здобув вищу освіту в Українській державній академії залізничного транспорту, спеціалізація «залізничні споруди та колійне господарство», інженер-будівельника залізничного транспорту. Працювати почав монтером ж/д колії станції Христинівка, по переводу перейшов працювати в управління Одеської залізниці.
У часі війни — командир взводу, 28-а окрема механізована бригада.
8 січня 2015-го загинув поблизу села Березове Мар'їнського району під час мінометного обстрілу терористами — міна залетіла в окоп на блокпосту, лейтенант Попик помер від поранень, загинув іще один вояк — солдат Леонід Книш. На тому блокпосту Сергій брав участь у відбитті не однієї атаки. При черговому обстрілі лейтенант намагався з окопа доповісти телефоном артилерії, куди треба вести вогонь. Після вибуху міни він ще був живий, коли побратими його відкопали, ознак життя не було.
Вдома залишилися батьки та сестра. Похований в Христинівці.

## Нагороди та вшанування

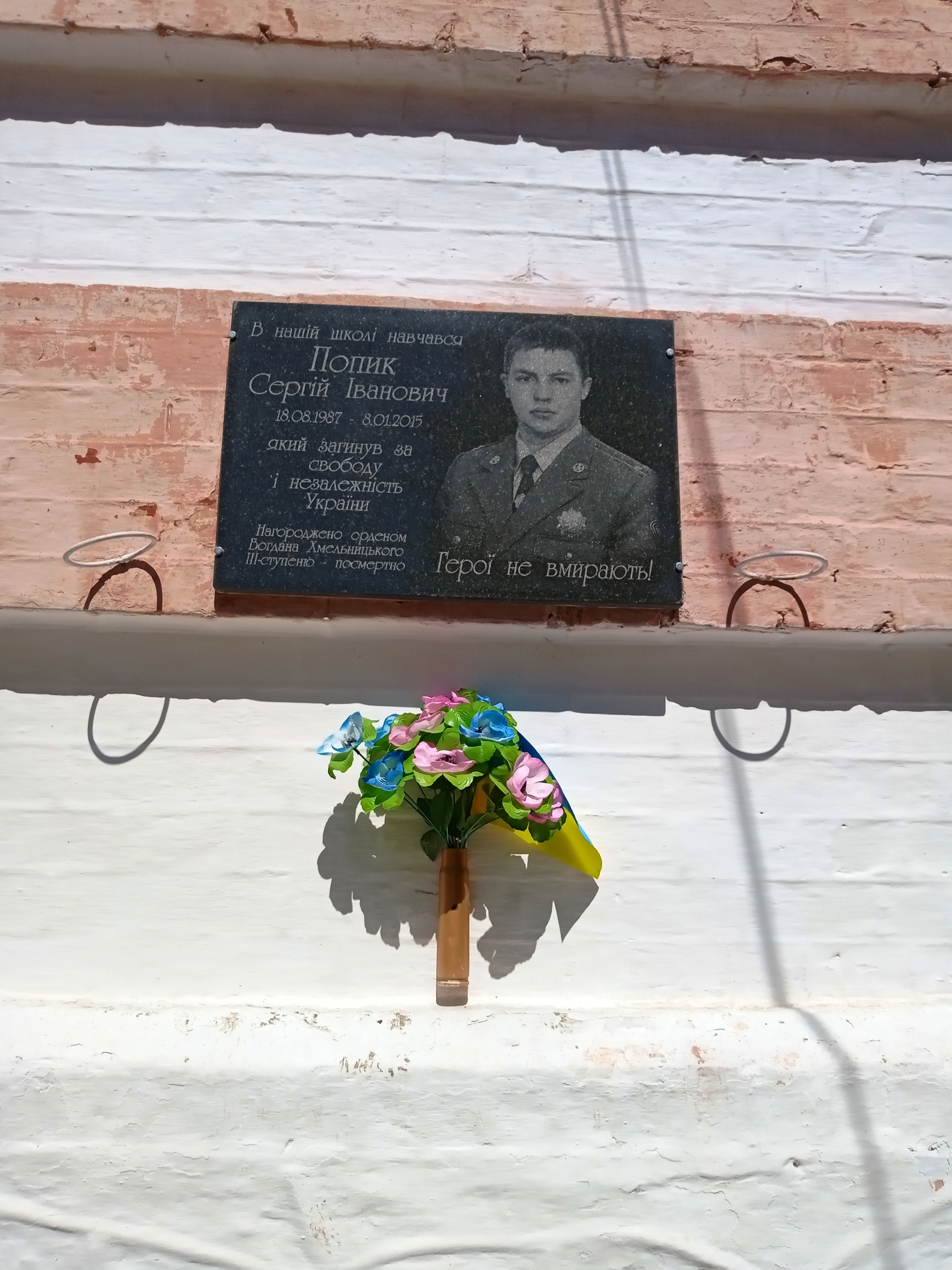
Меморіальна дошка Сергію Попику, Христинівська ЗОШ №1

- Указом Президента України № 311/2015 від 4 червня 2015 року, «за особисту мужність і високий професіоналізм, виявлені у захисті державного суверенітету та територіальної цілісності України, вірність військовій присязі», нагороджений орденом Богдана Хмельницького III ступеня (посмертно)[1].
- Вшановується в меморіальному комплексі «Зала пам'яті», в щоденному ранковому церемоніалі 8 січня[2][3].